# セルゲイ・グラディール
セルゲイ・グラディル（英語: Sergiy Gladyr,ウクライナ語: Сергій Гладир、1989年10月17日 - ）は、ウクライナのプロバスケットボール選手。スペイン男子プロバスケットボールリーグリーガACBのバスケット・マンレサに所属している。ソビエト連邦ウクライナムィコラーイウ州ムィコラーイウ出身。ポジションはシューティングガード。196cm、86kg。日本語でセルジ・グラディール、セルジー・グラディル、セルジー・グラディールなどの表記もある。

## 来歴
2007年、17歳で地元ムィコラーイウに本拠を置くMBCムィコラーイウでプロデビュー。

その後ウクライナリーグのスリーポイントコンテストで優勝。2008-2009シーズンは19歳ながらチームの得点王(15.4点)として活躍。

2009年7月、バスケット・マンレサと3年契約を結ぶ。